# Living in Sin
Living in Sin è una canzone dei Bon Jovi, scritta da Jon Bon Jovi. È stata estratta come quinto e ultimo singolo dal quarto album in studio del gruppo, New Jersey, nel'ottobre del 1989. È stata anche la quinta hit dello stesso disco a entrare nella top 10 della Billboard Hot 100, facendo di New Jersey l'album rock con più canzoni di sempre nelle prime dieci posizioni in classifica.

## Informazioni sulla canzone
La canzone, che è caratterizzata da un lento e potente ritmo di basso eseguito da Alec John Such, presenta il tema della convivenza e sostiene che il vero amore sia più forte di tutto il resto, a dispetto di quello che gli altri possono dire, come sottolineato nel verso: "I call it love, they call it living in sin" ("Io lo chiamo amore, loro lo chiamano vivere nel peccato").
Quando eseguito dal vivo, il brano è stato spesso accompagnato nel finale da una cover di Chapel of Love. Un esempio di ciò lo si ha nel video concerto Live at Madison Square Garden registrato nel 2008.

## Video musicale
Il video musicale della canzone è stato registrato in bianco e nero. Insieme ad alcune sequenze in cui vengono proposti i membri della band che suonano la canzone, tra cui spiccano maggiormente Jon Bon Jovi e Richie Sambora, la maggior parte del video è focalizzata sulla storia di una giovane coppia e dei loro problemi nel portare avanti una relazione, nonostante la contrarietà dei genitori della ragazza. Questa decide dunque di scappare di casa per incontrare in segreto il proprio fidanzato, fino a quando i suoi genitori irrompono nella stanza d'albergo dove lei e l'uomo stavano dormendo, riportando la figlia a casa. Il video si conclude con la ragazza che osserva dalla finestra il fidanzato che la viene a prendere in macchina, invitandola a scappare insieme a lui, cosa che poi lei fa.
Il video fu oggetto di una particolare controversia con MTV, che decise di bandirlo dal suo palinsesto televisivo a causa dei contenuti ritenuti "troppo piccanti". Il canale cominciò a mandare in onda il video solo dopo che questo venne editato appositamente.

## Formazione
- Jon Bon Jovi - voce, chitarra acustica
- Richie Sambora - chitarra solista, cori
- Alec John Such - basso
- David Bryan - tastiere
- Tico Torres - batteria

Altri musicisti
- Bruce Fairbairn - percussioni

## Tracce
45 giri
1. Living in Sin – 4:39 (Jon Bon Jovi)
2. Bad Medicine (Live) – 5:50 (Bon Jovi, Richie Sambora, Desmond Child)

Vinile
1. Living in Sin – 4:39 (Bon Jovi)
2. Love Is War – 4:16 (Bon Jovi, Sambora)
3. The Boys Are Back in Town (Live) – 4:04 (Phil Lynott)

Versione britannica
1. Living in Sin – 4:39 (Bon Jovi)
2. Love Is War – 4:16 (Bon Jovi, Sambora)
3. Ride Cowboy Ride – 1:25 (Captain Kidd, King of Swing)
4. Stick to Your Gun – 4:46 (Bon Jovi, Sambora, Holly Knight)

Maxi singolo
1. Living in Sin – 4:39 (Bon Jovi)
2. Love Is War – 4:16 (Bon Jovi, Sambora)
3. Blood on Blood (Live) – 6:50 (Bon Jovi, Sambora, Child)
4. Born to Be My Baby (acustica) – 4:53 (Bon Jovi, Sambora, Child)

Le tracce dal vivo sono state registrate durante il New Jersey Syndicate Tour.

## Classifiche
| Classifica (1989/90)          | Posizione massima |
| ----------------------------- | ----------------- |
| Australia                     | 64                |
| Canada                        | 19                |
| Irlanda                       | 17                |
| Regno Unito                   | 35                |
| Stati Uniti                   | 9                 |
| Stati Uniti (mainstream rock) | 37                |
| Svizzera                      | 20                |